# La casa del sano placer
La casa del sano placer es una novela de la escritora ecuatoriana Alicia Yánez Cossío, publicada en 1989 por Editorial Planeta. La trama sigue la historia de Rita Benavides, una mujer habitante de un pueblo conservador y religioso que decide dignificar el trabajo sexual al abrir un prostíbulo en el que las mujeres no sean explotadas y laboren por el gusto mismo al sexo, lo que produce escándalo en la población.
La obra fue bien recibida al momento de su publicación y explora temáticas como el machismo de la sociedad de la época y las relaciones de poder entre hombres y mujeres. También aborda la relación entre la religión y el sexo, que en la novela se ven representadas por la catedral del pueblo y el prostíbulo que abre Rita, respectivamente.
El personaje de Rita Benavides, así como el de su hermana Carmen, ya habían aparecido anteriormente en otra novela de Yánez, La cofradía del mullo del vestido de la Virgen Pipona (1985).

## Argumento
Rita Benavides era una mujer intelectual que años atrás había fundado el colegio de señoritas El sueño de Bolívar para educar a las mujeres de su pueblo. Luego de meditar largamente sobre las mujeres rechazadas por la sociedad que terminaban como prostitutas explotadas por rufianes, algunas empujadas por la pobreza, otras por no encontrar otra forma de expresar sus deseos sexuales en una sociedad conservadora, se aventura a visitar personalmente el prostíbulo del pueblo. Allí conoce a varias prostitutas que trabajaban por necesidad, por lo que las ayuda a dejar la prostitución y encontrar sus verdaderas vocaciones. Una vez que termina se lleva al resto a su casa, donde decide abrir su propio prostíbulo que dignifique el trabajo sexual y que nombra «La casa del sano placer».
Las prostitutas de esta institución siguen estrictas normas de aseo y reciben una minuciosa educación impartida por Rita. Durante el día tienen clases de historia, peluquería y psicología, todas con sus respectivas tareas y lecturas asignadas por su maestra, quien les promete darles un certificado profesional luego de tres años de estudios. Durante la noche reciben en las opulentas habitaciones de la casa a sus clientes, con quienes tienen prohibido entablar relaciones que vayan más allá del acto sexual.
Las mujeres del pueblo se escandalizan por la fama que gana «La casa del sano placer» entre los hombres, más aún por estar ubicada frente a la catedral y junto a la casa de Santiago de los Ángeles II, el cura del pueblo. La más indignada de todas es Carmen Benavides, la hermana religiosa de Rita y cuya casa se ubicaba al otro lado de la de su hermana. Las mujeres empiezan a probar distintos métodos para expresar su reclamo, el más efectivo de los cuales resulta una huelga de cocina, por lo que ningún hombre del pueblo encuentra comida y todo torna en un caos. Carmen Benavides toma la oportunidad y va en busca de Santiago de los Ángeles II para que se una a su causa, pero al entrar a buscarlo lo descubre saliendo de «La casa del sano placer» por una puerta secreta que unía las dos casas. Carmen Benavides se indigna aún más y organiza a las mujeres para destruir el prostíbulo.
Luego de ser descubierto, Santiago de los Ángeles II escapa del pueblo. Durante su huida conoce a un joven sacerdote rubio a quien le cuenta la situación, sin saber que se trataba de un estafador lujurioso. El joven sacerdote llega al pueblo y utiliza sus poderes de oratoria para enamorar a las mujeres y mandarlas de regreso a sus casas. Rita le agradece la ayuda, pero pronto se da cuenta de que el sacerdote buscaba quedarse con «La casa del sano placer», por lo que lo echa. El sacerdote logra convencer a todas las prostitutas a irse con él al prometerles una mejor vida (sin estudios ni lecturas) si regresan al antiguo prostíbulo del pueblo. En medio de la rabia, al ser abandonada por las prostitutas, Rita tropieza y cae por las escaleras, lo que le provoca la muerte horas más tarde. Carmen prepara el funeral de su hermana, donde se asegura de que todos repitan que Rita nunca había abierto un prostíbulo, sino que había sido engañada por malas mujeres en su afán por educarlas.

## Personajes principales
- Rita Benavides: Es descrita como una mujer intelectual, con espíritu didáctico, que se rebela contra la pasividad que se exige a las mujeres de su pueblo. Al visitar el antiguo prostíbulo constata la explotación y las humillaciones a las que someten a las prostitutas, por lo que decide abrir «La casa del sano placer» para ofrecerles una forma digna de trabajar a las que quisieran permanecer en el oficio.[6] Impone a las que la siguen una estricta agenda de estudios, lecturas y sermones; para intentar traer una especie de modernidad a la institución de la prostitución. Sin embargo, el rígido control que ejerce sobre las prostitutas las lleva posteriormente a abandonarla.[5]

- Carmen Benavides: Es la hermana de Rita y representa el statu quo y el fanatismo religioso.[6] Critica de forma despiadada a todos los que no siguen las normas morales del pueblo.[2] Yánez la describe en la novela como «la misma inquisición con faldas» y «pilar y baluarte de la moralidad del pueblo». Se convierte en la más acérrima opositora de «La casa del sano placer», por considerar que manchaba el honor y el apellido de su familia.[5]

- Santiago de los Ángeles II: Es el cura del pueblo. Permanece neutral en el asunto del prostíbulo durante la mayor parte de la novela, hecho que confunde a Carmen Benavides.[6] Durante las mañanas accede a «La casa del sano placer» por una puerta secreta para dar sermones a las prostitutas. Posteriormente, Carmen descubre las visitas diarias del cura Santiago, lo que desencadena el intento de destruir la casa.[9]

## Composición y estructura
La satisfacción que le produjo a Yánez la novela La cofradía del mullo del vestido de la Virgen Pipona, publicada en 1985, la llevó a decidirse por mantener a Rita y a Carmen Benavides como personajes en La casa del sano placer. Para la escritura de la novela, Yánez recopiló una extensa documentación sobre prostitución y sexualidad que le ayudaron a crear la historia e inspiraron las temáticas de la obra. La principal de estas fuentes fue un estudio sobre la sexualidad femenina escrito por la psicóloga ecuatoriana Fabiola Solís de King. El título de la novela, por su lado, hace eco a la conocida obra de arcipreste de Hita titulada El libro del buen amor.
La novela se encuentra dividida en quince capítulos de similar extensión. Aunque algunos capítulos rememoran hechos pasados, la novela sigue en su mayor parte una estructura cronológica, con un narrador omnisciente que emplea dos estilos discursivos. El primero de ellos relata los hechos en tercera persona, mientras el segundo se presenta en cursiva y recuenta los diálogos y pensamientos de los personajes.

## Temas centrales

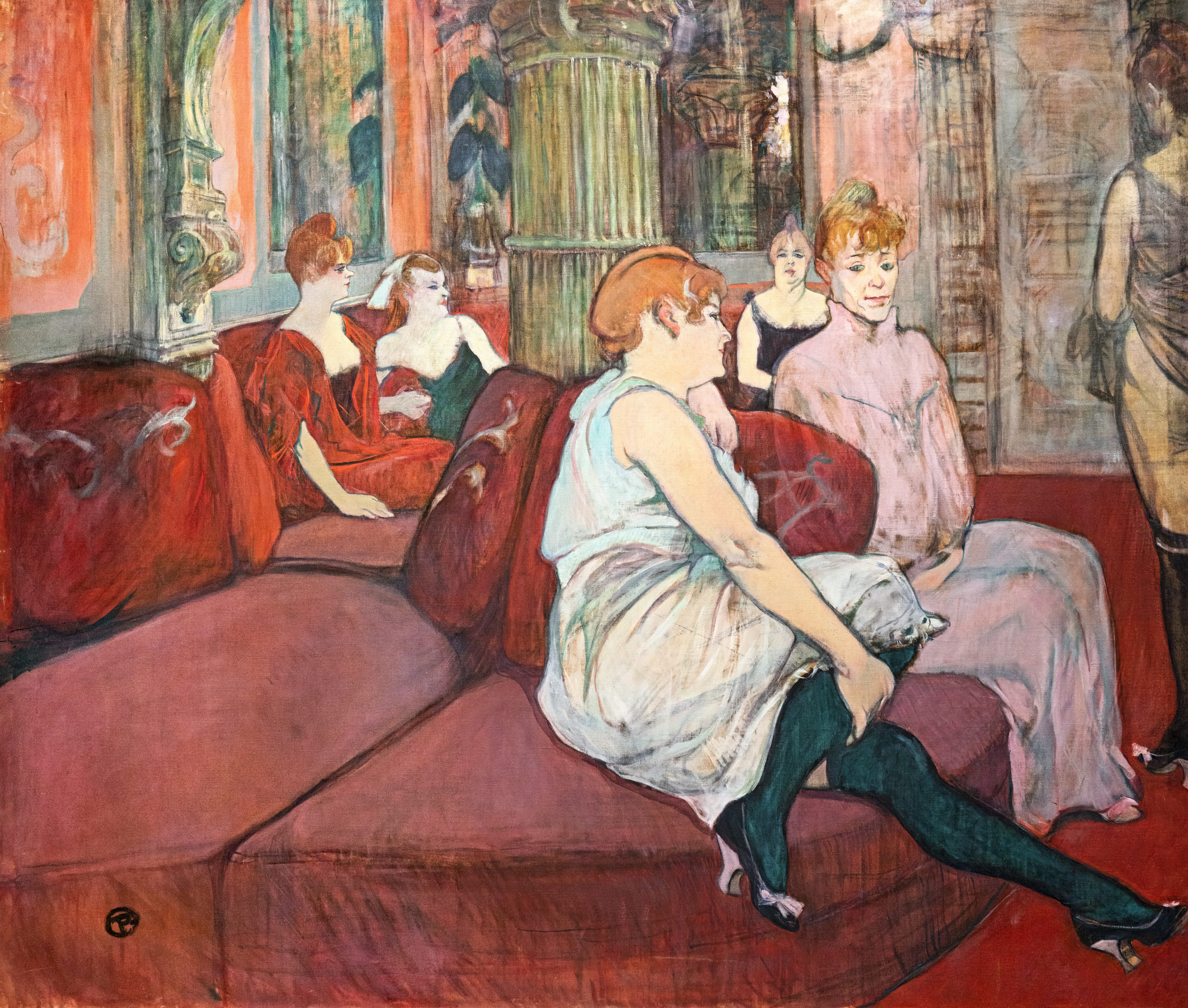
Salón de la Rue des Moulins (1894), de Henri de Toulouse-Lautrec

La temática central de la novela es la institucionalización del machismo en Latinoamérica a través de la prostitución. Para ilustrar esta idea, La casa del sano placer muestra una sociedad, muy común a lo largo del continente, en que la prostitución va de la mano con la pobreza extrema y con condiciones de vida deplorables. Al visitar el prostíbulo, Rita Benavides constata que la mayoría de las mujeres que se dedicaban al trabajo sexual habían sido empujadas por las circunstancias de la vida y que «eran los seres menos libres de todo el universo». La descripción que ofrece Yánez de este ambiente deja ver el nivel de marginalidad en que se enmarca la prostitución:

Las pobres mujeres más bien le parecieren repugnantes y algunas hasta viejas. Los apretados vestidos dejaban escapar deformidades de hambres pasadas y congénitas, sin mangas y escotados, a pesar del frío lastimero de la tarde pretendían ser provocativas a los más miopes, cobardes y borrachos de los hombres, pero eran tristemente cursis. Las bocas mal pintadas competían con las ojeras transnochadas, y el olor a sudores y a otros mal-olientes de la carne flaca, hirieron la nariz de Doña Rita Benavides, y tal como lo pensaba y suponía, ninguna de las pobres tenía la vocación de ser lo que eran.

Rita comprende indignada que la marginalización y el intento de ocultar de la prostitución nacían de concepciones religiosas sobre el sexo, más aún al tomar en cuenta que al principio de la novela se describe a sí misma como «librepensadora y enemiga de los curas». Cuando ve la calidad de vida deplorable de las mujeres en el prostíbulo, su indignación se transforma en fuerza de decisión, lo que la lleva a planificar la creación de su burdel, en el que las mujeres no sufrieran explotaciones y donde se pudiera establecer un nuevo sistema de prostitución en que se separe por completo la idea del sexo de los conceptos del bien y del mal. Yánez deja clara esta posición en las reflexiones de Rita sobre la relación entre el sexo y la religión:

Que los teólogos, que siempre fueron varones, manipularon el asunto del pecado original recargando la culpabilidad a la hembra. Que se llegó a la histeria cuando se hizo hincapié en que la finalidad del sexo era la procreación y no el simple placer que debía ser tan simple como aplacar la sed, comer cuando picaba el hambre, dormir cuando los ojos se cerraban y otras tantas funciones necesarias. Que se llegó a la arbitrariedad de decir que de aquí para acá es amor y de aquí para allá era pecado...

La concepción de Rita de este nuevo tipo de prostitución se materializa cuando abre el prostíbulo lejos de la clandestinidad, en el centro del pueblo, como un desafío a la doble moral de una sociedad que ocultaba todo aquello que deseaba ignorar y una afirmación de su posición de que las prostitutas no tenían por qué esconderse y que podían ejercer su oficio en un ambiente de dignidad y respeto. Sin embargo, como señala el académico estadounidense Michael Handelsman, a pesar de que «La casa del sano placer» da un mejor trato a las prostitutas y pone énfasis en su educación, la posición privilegiada de Rita le impide ver las verdaderas causas de la explotación. Pues a pesar del nuevo sistema, los hombres seguían pagando por el privilegio de ejercer poder sobre alguna de las mujeres de la casa. Su posición intacta como objetos de consumo se ve ejemplarizado en la novela cuando son llevadas a presentarse frente a los hombres que visitaban la casa en una especie de procesión de animales de ganado en una subasta.
De acuerdo a la académica Morgan Boyles, al tomar en cuenta estas consideraciones, La casa del sano placer evidencia que intentar dignificar una relación sexual regulada a través de una transacción comercial resulta contradictorio. Como la propia Yánez afirma en la novela: «No había dinero en el mundo capaz de pagar sus favores, porque la constante penetración del macho no era solamente a su himen maltratado, sino que iba hasta la pulverización de todo sentimiento humano».

## Recepción
La novela tuvo buena acogida por parte del público, aunque también recibió críticas por tratar abiertamente el tema de la prostitución.
En su libro Nuevo realismo ecuatoriano (2002), el escritor y crítico Miguel Donoso Pareja elogió el humor empleado por Yánez en la novela y aseveró que el mismo «entrega una ironía que funciona eficazmente en el intercambio de sentidos del texto». Este aspecto también fue destacado por Clara Medina, quien en una nota del diario El Universo comentó que gracias al humor con el que trata temáticas como la moral de la sociedad, Yánez logró crear «una de las grandes obras de la narrativa ecuatoriana».
El crítico ecuatoriano Antonio Sacoto también se mostró positivo y calificó el libro como «hermosa novela y una de las mejores de los últimos años en el Ecuador». Además de encomiar el uso del humor y la ironía, destacó las numerosas referencias a personajes y libros clásicos, principalmente griegos, y el estilo y lenguaje usado por la autora, que Sacoto describió como «amplísimo, preciso y apropiado».